# Yan Hailing
Yan Hailing (* 8. November 2002) ist eine chinesische Leichtathletin, die sich auf den Sprint spezialisiert hat.

## Sportliche Laufbahn
Erste internationale Erfahrungen sammelte Yan Hailing im Jahr 2025, als sie bei den Hallenweltmeisterschaften in Nanjing mit der chinesischen 4-mal-400-Meter-Staffel in 3:38,56 min den vierten Platz belegte.
In den Jahren 2023 und 2024 wurde Yan chinesische Meisterin in der 4-mal-400-Meter-Staffel im Freien sowie 2024 in der Halle.

## Persönliche Bestleistungen
- 400 Meter: 54,23 s, 15. August 2019 in Taiyuan
  - 400 Meter (Halle): 55,01 s, 8. März 2025 in Jinan